# Classroom Management
Klassenführung bzw. Classroom Management ist ein Begriff, der im Schulwesen zur Anwendung kommt. Derzeit gibt es keine einheitliche deutsche Übersetzung des Begriffs, häufig wird er mit „Klassenführung“, „Unterrichtsführung“, „Unterrichtsmanagement“ oder „Klassenorganisation“ übersetzt. Die von Jacob Kounin formulierte Ausdrucksweise „Discipline and group management in classrooms“ ist offenkundig reduktiv auf „Classroom management“ verkürzt worden. Der Begriff hat wenig mit Managertätigkeit und viel mit der Führung von Menschen in einem nicht-manipulativen Sinne, hier speziell von Kindern und Jugendlichen, zu tun. Er ist in der pädagogischen Psychologie beheimatet.

## Herkunft
Das Konzept des Classroom Managements wurde in den Vereinigten Staaten eingeführt und findet dort nach wie vor mehr Beachtung als in deutschsprachigen Ländern. Geprägt wurde der Begriff von Jacob Kounin (1970). Unter den Begriff fallen sowohl organisatorische wie personelle Führungsaufgaben. Unter Führung von Lehrpersonen wird im Allgemeinen die Leitungsfunktion verstanden. Eine andere Definition beschreibt Classroom Management als „Techniken und Strategien, die von Lehrkräften eingesetzt werden, um Ordnung aufrechtzuerhalten, Lernmotivation der Schüler zu fördern sowie mit Problemen umzugehen.“

## Erläuterungen
Classroom Management basiert auf einer guten Beziehung der Lehrenden zu ihren Schülern, einem guten Klassenklima und einer präventiv orientierten Unterrichtsorganisation, die Störungen klein hält. Damit werden die Voraussetzungen dafür geschaffen, dass Schüler sich wohlfühlen und gut lernen. Die Besonderheiten eines Classroom-Settings werden von Walter Doyle (1986) mit den folgenden sechs Dimensionen beschrieben:
1. Multidimensionalität – ein singuläres Ereignis kann viele Konsequenzen haben
2. Simultanität – Vieles passiert in einem Klassensaal gleichzeitig
3. Unmittelbarkeit – das Geschehen im Klassensaal ist schnelllebig und bedarf schneller Adressierung
4. Unvorhersehbarkeit – viele Dinge entwickeln sich nicht immer erwartungsgemäß
5. Öffentlichkeit – Klassenräume sind öffentliche Plätze, und Ereignisse werden häufig von einem Großteil der Schüler miterlebt
6. Historizität – „Gewohnheiten“ sind schnell etabliert und beeinflussen das weitere Schuljahr

Um diesen Dimensionen gerecht zu werden und sowohl ein gutes Klassenklima als auch eine gute Unterrichtsstruktur entsprechend der Ziele des Classroom Managements zu erreichen, gibt es eine Vielzahl von Praxistipps. Hilfreich können präsente Zielvorstellungen, Motivation, klare Regeln, positive Konsequenzen, eine gute Aufgabenorientierung, geförderter Klassenzusammenhalt und effektiver Umgang mit Unterrichtsstörungen sein.